# 卡内特洛罗伊格
卡内特洛罗伊格，是西班牙瓦伦西亚自治区卡斯特利翁省的一个市镇。总面积69平方公里，总人口873人（2001年），人口密度13人/平方公里。